# Zdeněk Bouček
Zdeněk Bouček (Hradec Králové, 1924 - Praag, 17 juli 2011) was een entomoloog, vooral bekend van zijn werk in de classificatie der vliesvleugeligen, meer bepaald in de superfamilie der bronswespen (Chalcidoidea).

## Persoonlijk leven
Bouček huwde in 1949 met Tatiana Rydlova. Ze hadden één dochter.
Na de invasie van Tsjecho-Slowakije door de Sovjet-Unie emigreerde hij naar het Verenigd Koninkrijk. Na de Fluwelen Revolutie keerde het echtpaar terug naar wat korte tijd later de Tsjechische republiek zou worden. Ze kochten een huis in Hradec Králové.

## Wetenschappelijke carrière
Zijn eerste wetenschappelijke werk verrichtte hij aan de Karelsuniversiteit Praag. Daarna werkte hij voor een landbouwkundig onderzoekscentrum en ten slotte in het natuurhistorisch museum van Praag, waar hij in 1969 promoveerde op een revisie van de Europese Chalcidoidea.
In 1970 werkte hij voor korte tijd aan het Hope-departement van de Universiteit van Oxford, alvorens een voltijdse betrekking te aanvaarden aan het Commonwealth Institute of Entomology, gevestigd in het natuurhistorisch museum van Londen. Daar werkte hij tot aan zijn pensioen in 1989. Hij bleef nog boeken en artikels publiceren tot zijn tachtigste.
Zijn wetenschappelijke belangstelling ging in het bijzonder uit naar bronswespen, vooral naar de families met grotere soorten zoals Leucospidae, Chalcididae, Pteromalidae, Torymidae en Eulophidae. Hij stond bekend als de vader van de moderne systematiek der bronswespen. Op zijn naam staan meer dan 150 publicaties en meer dan 1100 taxa bij de vliesvleugeligen, waaronder 47 namen van families en 281 namen van genera.
Zijn bekendste werk is een verhandeling van meer dan 800 bladzijden over de Australische bronswespen; naar verluidt, heeft het twee volle maanden gekost louter om de taxonomische informatie over te dragen naar de zoölogische gegevensbank.

## Onderscheidingen
In 2004 werd Zdeněk erelid van de Royal Entomological Society.
In 2005 kreeg hij de eremedaille voor onderzoek van de International Society of Hymenopterists.